# Bupleurum nodiflorum
Bupleurum nodiflorum är en flockblommig växtart som beskrevs av John Sibthorp och James Edward Smith. Bupleurum nodiflorum ingår i släktet harörter, och familjen flockblommiga växter. Utöver nominatformen finns också underarten B. n. nanum.